# Парашютная вышка в Катовице
Парашютная вышка в городе Катовице (Польша) — парашютная вышка построенная в 1937 г. для обучения молодых парашютистов. Высота — 50 м. Была самым высоким подобным объектом в стране, сегодня осталась единственной действующей.
Во время Второй мировой войны на вышке был устроен наблюдательный пункт. Польский писатель Казимир Голба утверждал, что 3 сентября 1939, когда польская армия покидала Катовице, вышку и близлежащий парк имени Костюшко заняли харцеры (польское наименование скаутов или пионеров) с винтовками. Когда 4 сентября немцы хотели занять центр города, харцеры обстреляли их. Лишь применив артиллерию, немцам удалось уничтожить юных защитников и взять вышку. Раненых скинули с высоты на землю.
Однако, правдивость данной легенды ныне поставлена под сомнение.